# Forca

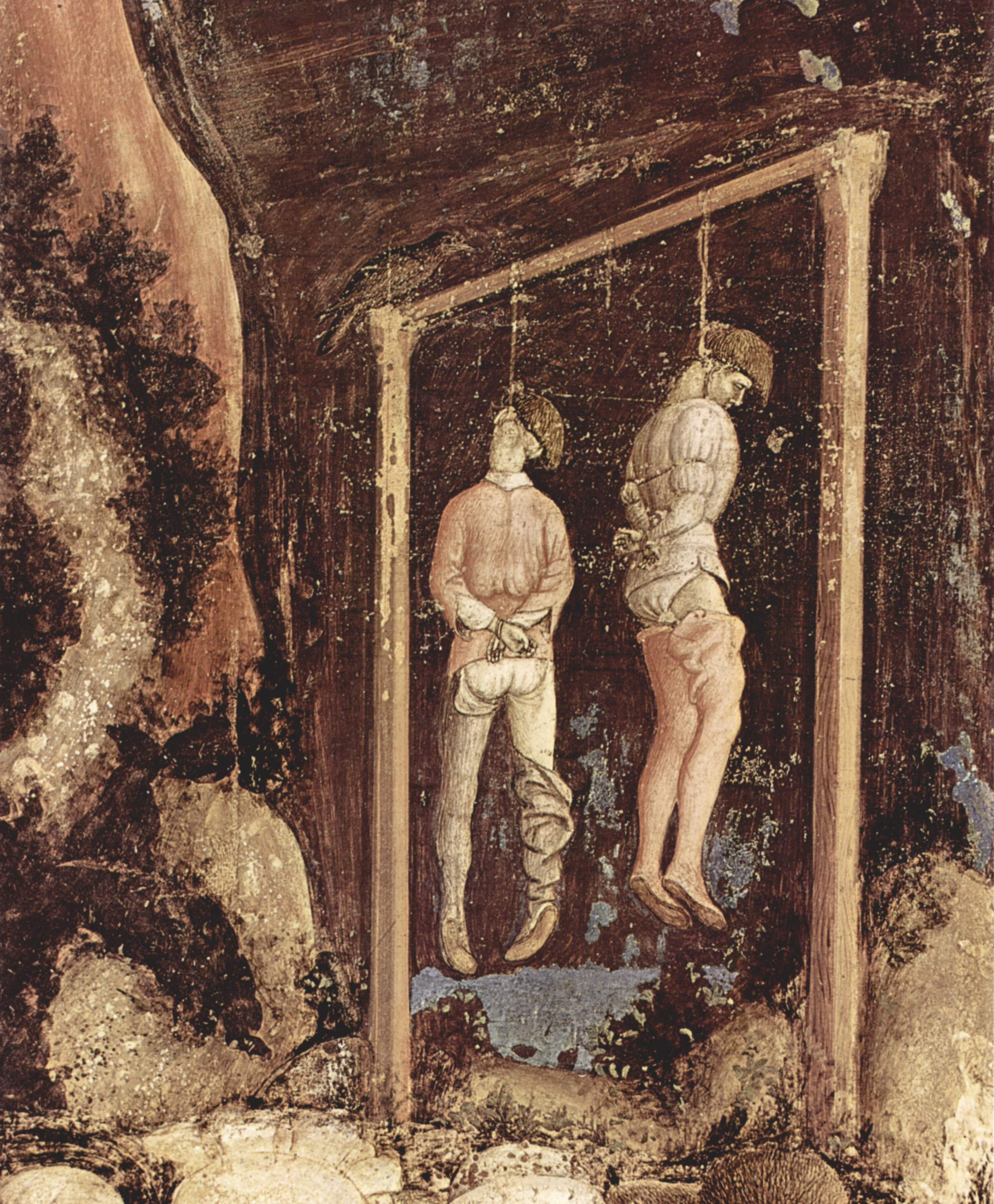
Pintura de Antonio Pisanello, 1436/1438.

Forca (ou fôrca, em grafia antiga) é o instrumento usado para a suspensão de uma pessoa por uma corda, fio, ligadura ou laço em volta do pescoço, gerando a fratura ou estrangulamento. O enforcamento é um método comum de pena capital desde os tempos medievais e é o principal método de execução em vários países e regiões. O primeiro relato conhecido de execução por enforcamento estava na Odisseia de Homero (Livro XXII).
O enforcamento é um método comum de suicídio em que uma pessoa provoca sua morte.

## Métodos de enforcamento judicial
Existem vários métodos de enforcamento em execução que instigam a morte por fratura da coluna vertebral ou por estrangulamento.

### Queda curta

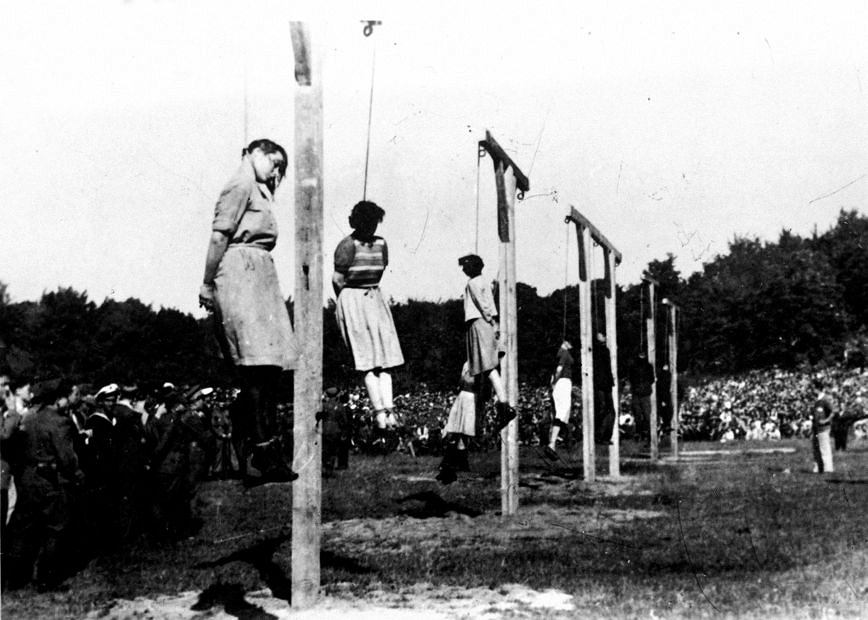
Oficiais mulheres da SS nazista sendo enforcadas em 1946 na região que era o campo de concentração de Stutthof.

A queda curta é um método de enforcamento no qual o prisioneiro condenado fica em um suporte elevado, como um banquinho, escada, carroça ou outro veículo, com o laço em volta do pescoço. O suporte é então afastado, deixando a pessoa pendurada na corda.
Suspenso pelo pescoço, o peso do corpo aperta o laço em volta do pescoço, causando estrangulamento e morte. Isso normalmente leva de 10 a 20 minutos.
Antes de 1850, a queda curta era o método padrão de enforcamento e ainda é comum em suicídios e enforcamentos extrajudiciais (como linchamentos e execuções sumárias) que não se beneficiam do equipamento especializado e das tabelas de cálculo de comprimento de queda usadas nos métodos mais recentes.

#### Método de pólo

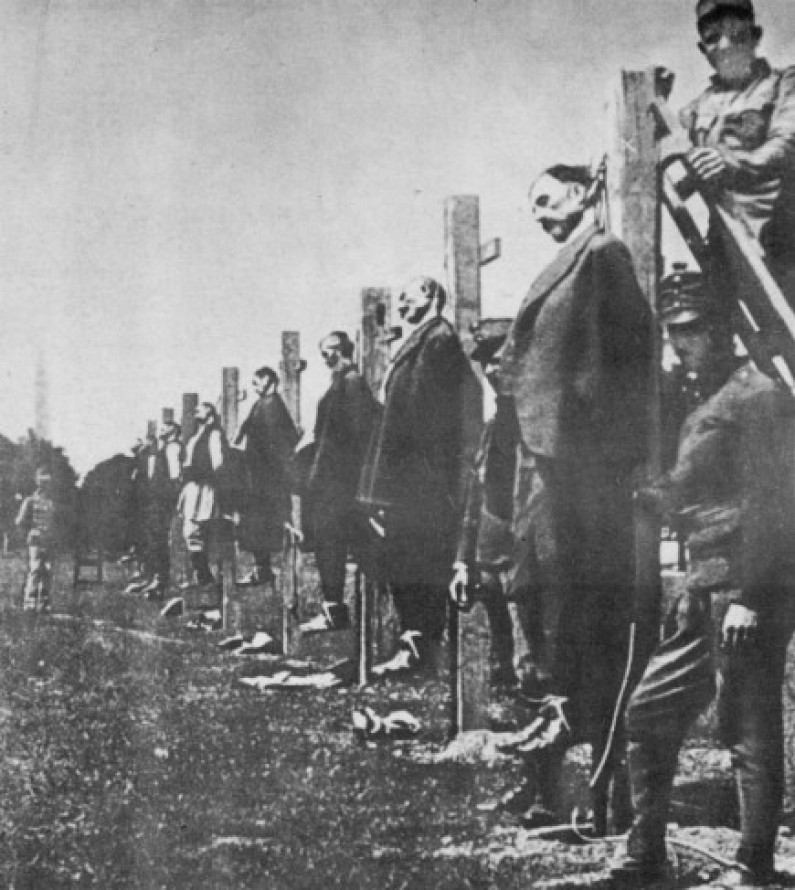
Execução em massa de sérvios pelo exército austro-húngaro em 1916

Uma variante de queda curta é o método "pólo" austro-húngaro, chamado Würgegalgen (literalmente: forca de estrangulamento), em que ocorrem as seguintes etapas:
1. O condenado é colocado diante de um poste ou pilar vertical especializado, de aproximadamente 3 metros de altura;
2. Uma corda é amarrada ao redor dos pés do condenado e passada por uma roldana na base do mastro;
3. O condenado é içado ao topo do mastro por meio de uma tipoia que passa pelo peito e sob as axilas;
4. Um laço de diâmetro estreito é enrolado em volta do pescoço do prisioneiro e, em seguida, preso a um gancho montado no topo do mastro;
5. A tipoia de peito é liberada e o prisioneiro é rapidamente puxado para baixo pelos carrascos assistentes através da corda do pé;
6. O carrasco fica de pé em uma plataforma escalonada de aproximadamente 1,2 metros de altura ao lado do condenado e guia a cabeça para baixo com a mão simultaneamente aos esforços de seus assistentes. Em alguns países, o carrasco deslocava manualmente o pescoço do condenado.

Esse método foi mais tarde também adotado pelos estados sucessores, principalmente pela Tchecoslováquia; onde o método do "pólo" foi usado como o único tipo de execução de 1918 até a abolição da pena de morte em 1990. O criminoso de guerra nazista Karl Hermann Frank, executado em 1946 em Praga, estava entre aproximadamente 1 000 pessoas condenadas executadas dessa maneira na Tchecoslováquia.

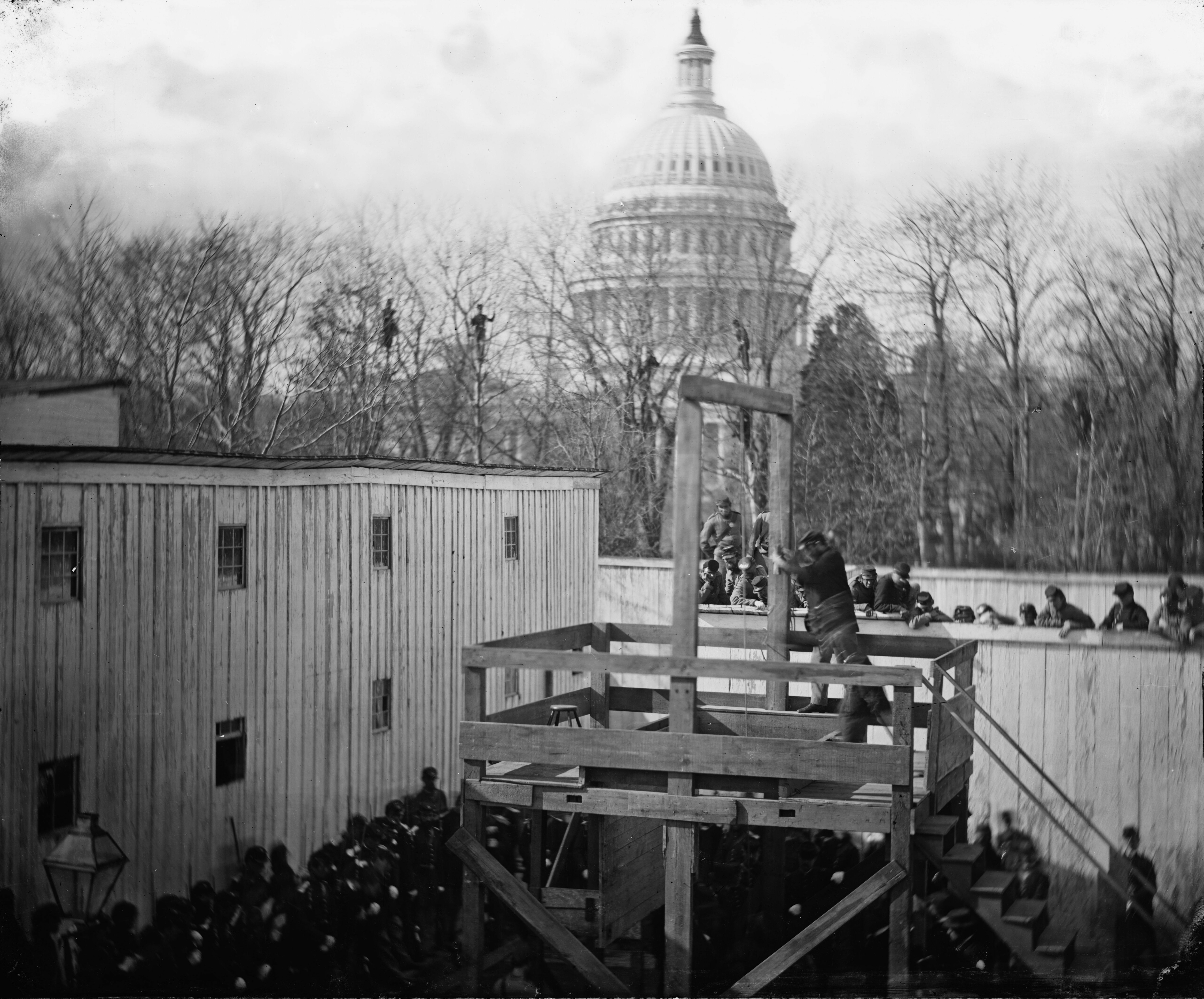
A execução de Henry Wirz em 1865 perto do Capitólio dos Estados Unidos; Wirz recebeu uma queda padrão, que não quebrou seu pescoço

### Queda padrão
A queda padrão envolve uma queda de 1,2 e 1,8 m e começou a ser usada a partir de 1866, quando os detalhes científicos foram publicados pelo médico irlandês Samuel Haughton. Seu uso se espalhou rapidamente para países de língua inglesa e aqueles com sistemas judiciais de origem inglesa.
Foi considerada uma melhora humanitária na queda curta, porque se destinava a ser o suficiente para quebrar o pescoço da pessoa, causando inconsciência imediata e morte cerebral rápida.
Este método foi usado para executar nazistas condenados sob jurisdição dos Estados Unidos após os Julgamentos de Nuremberg, incluindo Joachim von Ribbentrop e Ernst Kaltenbrunner. Na execução de Ribbentrop, o historiador Giles MacDonogh registra que: "O carrasco estragou a execução e a corda estrangulou o ex-ministro das relações exteriores por 20 minutos antes de ele expirar". Uma reportagem da revista Life sobre a execução apenas diz: "A armadilha caiu aberta e com um som no meio do caminho entre um estrondo e um estrondo, Ribbentrop desapareceu. A corda estremeceu por um tempo, então ficou esticada e reta".

### Queda longa

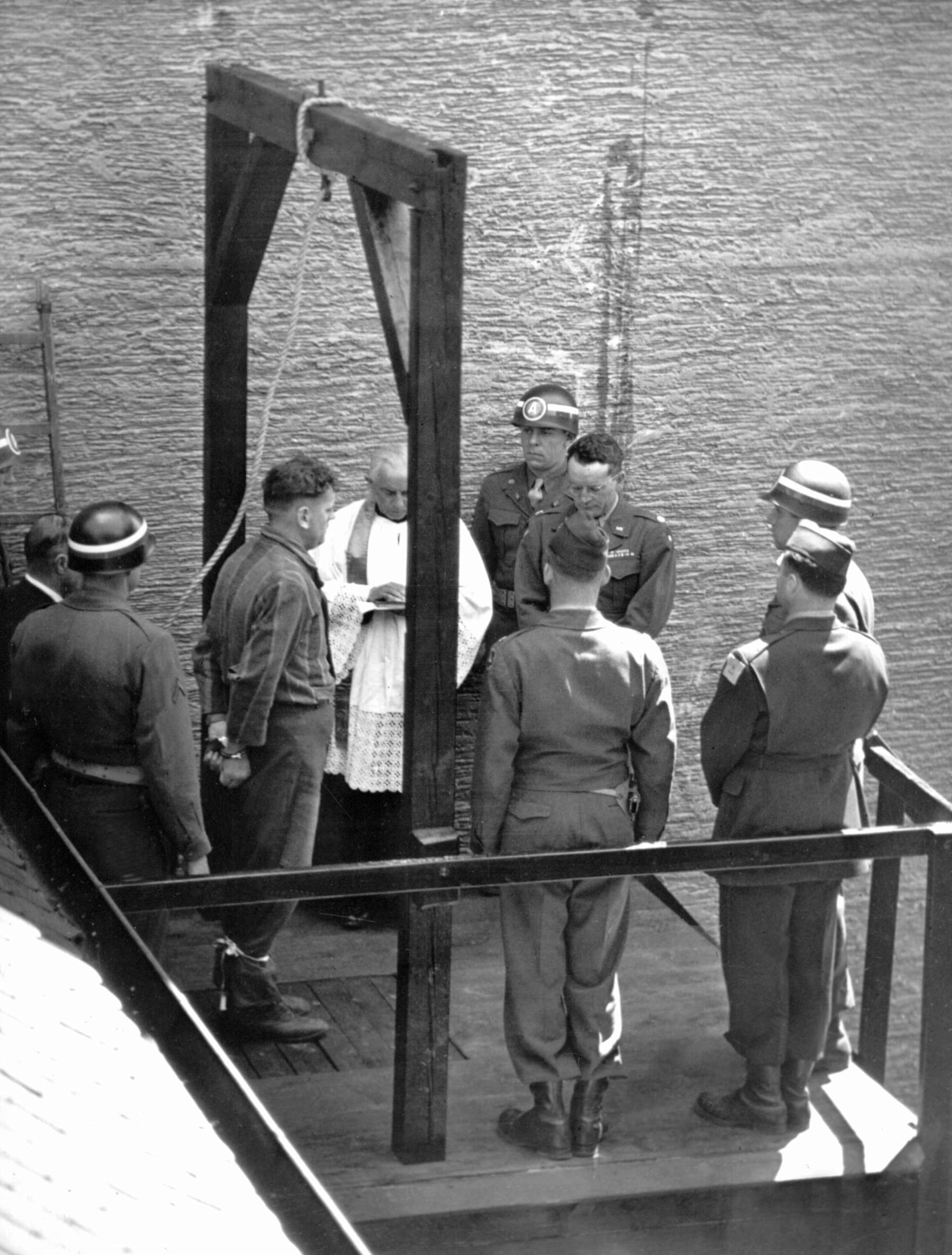
Execução do criminoso de guerra nazista Franz Strasser após a Segunda Guerra Mundial.

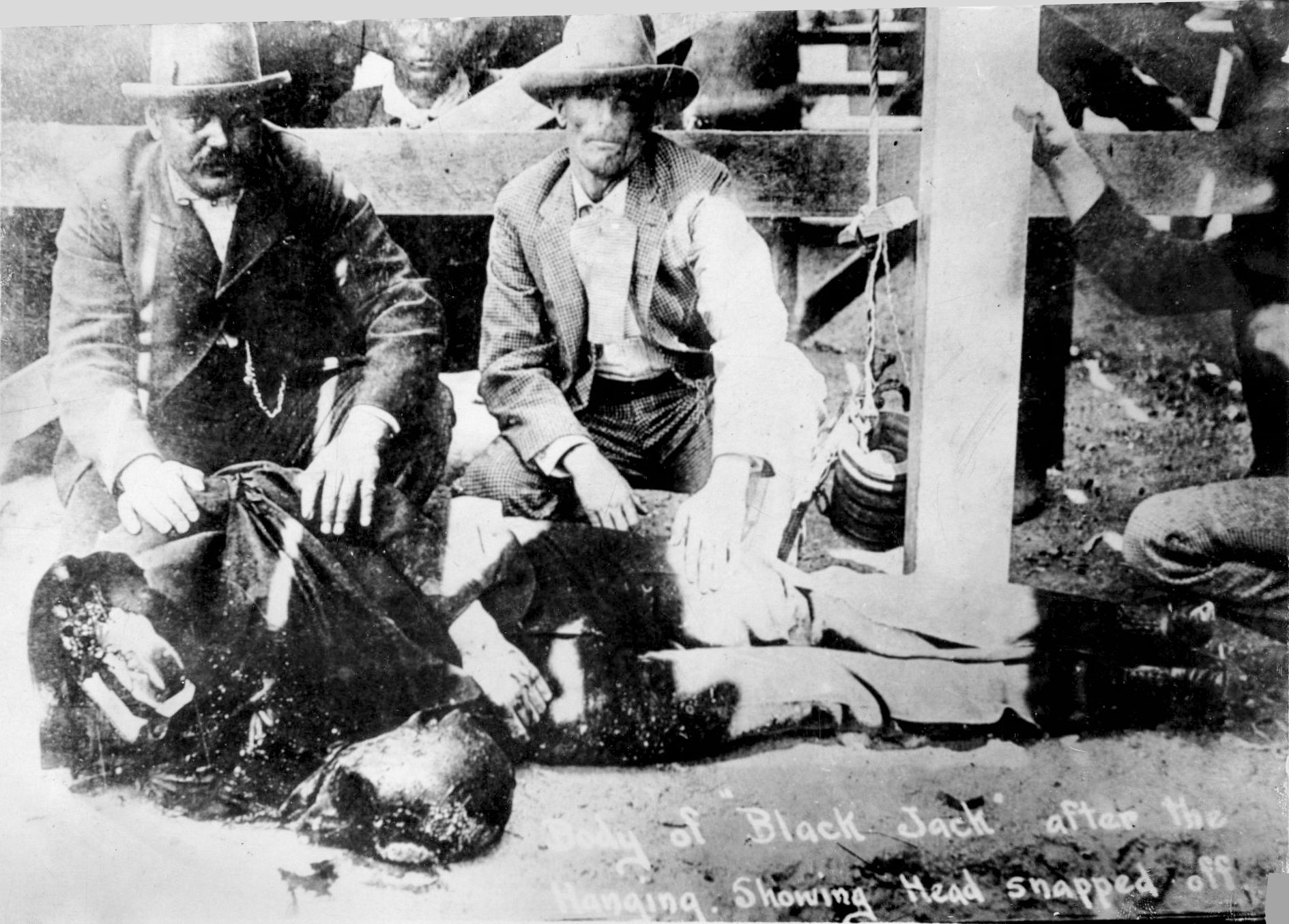
Foto em tom sépia de um cartão postal contemporâneo de 1901 mostrando o corpo decapitado de Tom Ketchum. A legenda diz "Corpo de Black Jack depois que a cabeça de exibição pendurada foi arrancada".

Este processo, também conhecido como queda medida, foi introduzido na Grã-Bretanha em 1872 por William Marwood como um avanço científico na queda padrão. Em vez de todos caírem na mesma distância padrão, a altura e o peso da pessoa foram usados para determinar quanta folga seria fornecida na corda para que a distância largada fosse suficiente para garantir que o pescoço fosse quebrado, mas não tanto que a pessoa foi decapitada. A colocação cuidadosa do olho ou nó da corda (de modo que a cabeça fosse puxada para trás quando a corda fosse apertada) contribuiu para quebrar o pescoço.
Antes de 1892, a queda era entre cerca de um a três metros, dependendo do peso do corpo, e foi calculada para entregar uma força de 5 600 newtons ou 572 kgf, que fraturou o pescoço na 2ª e 3ª ou na 4ª e 5ª vértebras cervicais. Essa força resultou em algumas decapitações, como o caso infame de Black Jack Ketchum no Território do Novo México em 1901, devido a um ganho de peso significativo durante a custódia não ter sido considerado nos cálculos de queda. Entre 1892 e 1913, o comprimento da queda foi encurtado para evitar a decapitação. Depois de 1913, outros fatores também foram levados em consideração, e a força aplicada foi reduzida para cerca de 4 400 N ou 450 kgf. A decapitação de Eva Dugan durante um enforcamento malsucedido em 1930 levou o estado do Arizona a mudar para a câmara de gás como seu método de execução principal, alegando que era considerada mais humana. Uma das decapitações mais recentes como resultado da longa queda ocorreu quando Barzan Ibrahim al-Tikriti foi enforcado no Iraque em 2007. A decapitação acidental também ocorreu durante o enforcamento de Arthur Lucas em 1962, uma das duas últimas pessoas condenadas à morte no Canadá.
Nazistas executados sob jurisdição britânica, incluindo Josef Kramer, Fritz Klein, Irma Grese e Elisabeth Volkenrath, foram enforcados por Albert Pierrepoint usando o método de queda variável desenvolvido por Marwood. A velocidade recorde para um enforcamento de queda longa britânica foi de 7 segundos desde o carrasco entrar na cela até a queda. A velocidade era considerada importante no sistema britânico, pois reduzia o sofrimento mental do condenado.

## Como suicídio

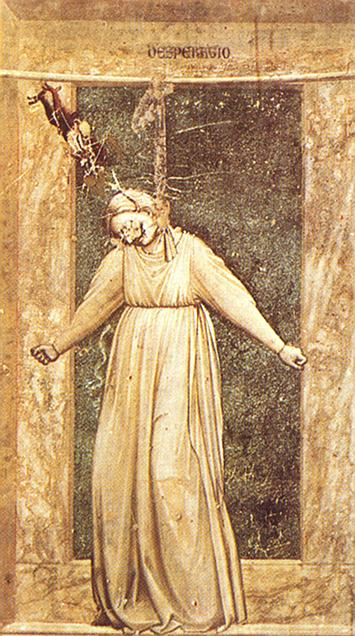
Suicídio por enforcamento.

O enforcamento é um método comum de suicídio. Os materiais necessários para o suicídio por enforcamento estão prontamente disponíveis para a pessoa média, em comparação com armas de fogo ou venenos. A suspensão total não é necessária e, por esse motivo, o enforcamento é especialmente comum entre prisioneiros suicidas. Um tipo de suspensão comparável a suspensão total pode ser obtido por autoestrangulação usando uma ligadura ao redor do pescoço e o peso parcial do corpo (suspensão parcial) para apertar a ligadura. Quando um enforcamento suicida envolve suspensão parcial, descobre-se que o falecido tem ambos os pés tocando o chão, por exemplo, eles estão ajoelhados, agachados ou em pé. A suspensão parcial ou sustentação parcial do peso na ligadura é às vezes usada, particularmente em prisões, hospitais psiquiátricos ou outras instituições, onde o suporte de suspensão total é difícil de conceber, porque os pontos de ligadura altos (por exemplo, ganchos ou tubos) foram removidos.
No Canadá, o enforcamento é o método mais comum de suicídio, e nos Estados Unidos, o enforcamento é o segundo método mais comum, depois dos ferimentos por arma de fogo autoinfligidos. No Reino Unido, onde as armas de fogo são menos facilmente disponíveis, em 2001 o enforcamento era o método mais comum entre os homens e o segundo mais comum entre as mulheres (depois do envenenamento).
Aqueles que sobrevivem a uma tentativa de suicídio por enforcamento, seja devido à ruptura do cordão ou ponto de ligadura, ou sendo descobertos e cortados, enfrentam uma série de lesões graves, incluindo anóxia cerebral (que pode levar a danos cerebrais permanentes), fratura da laríngea, fratura da coluna cervical (que pode causar paralisia), fratura da traquéia, laceração da faringe e lesão da artéria carótida.